# Santa Rosa de Lima (Sergipe)
Santa Rosa de Lima è un comune del Brasile nello Stato del Sergipe, parte della mesoregione del Leste Sergipano e della microregione di Cotinguiba.